# Gospodarstvo Slovačke
Gospodarstvo Slovačke predstavlja nacionalno gospodarstvo Slovačke Republike. Riječ je o gospodarstvu koje je tijekom čehoslovačkog razdoblja bilo centralističko plansko, međutim, danas je riječ o brzorastućem gospodarstvu koje nosi nadimak "Tigar s Tatra", aludirajući pritom na veliki skok nacionalne privrede te na planinski lanac Tatre.
Zemlja je nakon odvajanja od Češke 1993. godine napravila značajne ekonomske reforme. Zbog svojeg povoljnog zemljopisnog položaja u srednjoj Europi, relativno niske cijene rada, visoko kvalificirane radne snage te razumne porezne stope, Slovačka privlači mnoge strane investitore kao što su primjerice Kia Motors, Volkswagen, Getrag, Samsung, Motorola, Whirlpool, Delphi Automotive, U.S. Steel, Harsco, Heineken i drugi.

## Gospodarstvo
Slovačka je na prijelazu iz planskog u tržišno orijentirano gospodarstvo, prošla kroz dvije faze. Tijekom savezništva s Češkom (1991. – 1992.) uspješno je okončana privatizacija većine državnih poduzeća te je uspješno izbjegnuta gospodarska tranzicijska depresija. Nakon osamostaljenja 1993., zbog osporavanja započetih reformi i naglog smanjenja trgovine s Češkom (za čak 50%), slovačko gospodarstvo se našlo u krizi. Tako je primjerice inflacija iznosila 30% dok je stopa nezaposlenosti od 4,5% iz 1992. već sljedeće godine porasla na 18%. Primarni razlozi bili su zatvaranje mnogih industrijskih pogona, nekonkurentna poduzeća te zastarjela tehnologija.
Ekonomske reforme koje su započele dolaskom Vlade Mikuláša Dzurinde na vlast (1998. – 2006.), rezultirale su gospodarskim napretkom. Privatizirana su gotovo sva važnija poduzeća dok je bankarski sektor pretežno u stranom vlasništvu.
Uvođenje jedinstvene porezne stope (tzv. flat tax) od 19% dovelo je do snažnog porasta izravnih stranih ulaganja, posebice u automobilskoj industriji. Primjeri tome su proizvodni pogoni Volkswagena, Kia Motorsa te grupacije PSA Peugeot Citroën.
U razdoblju od 2000. do 2006. izravna strana ulaganja su dosegnula razinu od približno 13 milijardi američkih dolara. Tako su strana ulaganja važan segment slovačkog gospodarstva,u prvom redu ulaganja iz Njemačke, Austrije, Nizozemske i SAD-a. Strukturne reforme omogućile su smanjenje stope nezaposlenosti s 18% (od 2003. do 2004.), na 8,5% tijekom 2007. dok je danas porasla na 10,9%.
BDP je 2015. dosegnuo 159,6 milijardi USD odnosno 29.500 USD po stanovniku. U sastavu BDP-a udio uslužnog sektora iznosi 66,2%, industrije 30,4% a poljoprivrede 3,4%.

### Industrija
Tijekom čehoslovačkog vremena, Slovačka je uvijek bila gospodarski slabije razvijena od susjedne Češke, čak i u razdoblju ubrzane industrijalizacije tijekom socijalizma. U trenutku raspada Čehoslovačke, slovačka industrija bila je izrazito usmjerena na proizvodnju poluproizvoda za češku industriju te na tešku industriju i proizvodnju oružja. Brojni pogoni su zatvoreni i upravo je vojna industrija bila suočena s najvećim teškoćama.
Temelj slovačke teške industrije su crna i obojena metalurgija. Glavna središta strojogradnje i kovinske industrije su Bratislava, Žilina, Trnava, Košice, Dubnica nad Váhom, Zlate Moravice i dr. U Bratislavi je otvorena Volkswagenova tvornica automobilskih mjenjača i montaže automobila.
Od ostalih industrija razvijeni su i kemijska, tekstilna, prehrambena, elektrotehnička, kožarska, staklarska i drvna industrija kao i proizvodnja obuće i papira.

#### Vojna industrija
Prije 2. svjetskog rata, Češka je bila centar vojne industrije u zajedničkoj Čehoslovačkoj. Završetkom rata i dolaskom komunizma, odlučeno je da se ovaj vid industrije preseli u Slovačku jer je zemljopisno bliže sovjetskoj granici. Iako podaci iz tog vremena variraju, smatra se da je 16% slovačke raspoložive radne snage bilo zaposleno u industriji oružja.
Čehoslovačka vojna industrija dosegla je svoj vrhunac 1988. godine kada je u njoj bilo izravno ili neizravno zaposleno oko 140.000 ljudi. Od stotinjak tvrtki koje su se bavile tom granom proizvodnje, njih 60% bilo je locirano u Slovačkoj. Od ukupne proizvodnje, čak 70% je otpadalo na izvoz (uglavnom u članice Varšavskog pakta i zemlje u razvoju).
Nakon raspada zajedničke države i slovačke samostalnosti, ovaj vid industrije prolazi kroz kompliciran proces restrukturiranja. Tada je država započela s izvozom oružja, posebice nakupljenih zaliha proizvedenih tijekom hladnog rata. Zbog toga zemlja dolazi na zao glas jer prodano oružje dolazi u "krive ruke". Budući da je zemlja u svojoj prošlosti prodavala oružje i druga dobra mnogim režimima diljem svijeta, stare navike nisu u potpunosti nestale. Iako je danas kontrola izvoza mnogo jača te postoje konzultacije sa SAD-om, još postoji interes trgovine s Libijom, Iranom, Bjelorusijom i drugim zemljama.
Tijekom srpnja 2014. godine češki premijer Bohuslav Sobotka i njegov slovački kolega Robert Fico zajedno su otvorili zajedničku češko-slovačku tvornicu vojnih rezervnih dijelova koja većinski pripada Češkoj Zbrojovci (CZ). Ostatak vlasništva je u posjedu slovačke tvrtke MSM Martin. U ovakvom joint ventureu proizvode se komponente za okvire i dijelovi za jurišnu pušku. To je samo primjer nastavka češko-slovačke tradicije vojne proizvodnje koja je započela u bivšoj Čehoslovačkoj.

### Rudarstvo
Iako skromna, ležišta smeđeg ugljena i lignita još uvijek su važna za slovačko gospodarstvo. Svojevremeno bogata nalazišta obojenih metala u Slovačkom rudogorju većinom su iscrpljena dok se danas eksploatiraju rudače olova, cinka, bakra i željeza te magnezit.
Nešto nafte i zemnog plina ima u Moravskoj dok se velike potrebe za tim fosilnim gorivima namiruju uvozom iz Rusije (naftovod i plinovod Užgorod - Košice - Bratislava).
Na istoku zemlje nalaze se značajna ležišta soli.

### Poljoprivreda
Tijekom socijalističkog razdoblja veći dio poljoprivrednih površina bio je u državnom vlasništvu. Po uzoru na Sovjetski Savez, zemljište je bilo organizirano na državne (sovhozi) i zadružne (kolhozi) posjede. Iako je još 1991. godine donesen Zakon o vraćanju nezakonito oduzete zemlje nekadašnjim vlasnicima, postupna privatizacija je tek trebala uslijediti.
Najznačajnije i najvrijednije poljoprivredne površine nalaze se na porječju Dunava te na jugu i istoku zemlje. Uzgajaju se žitarice, krumpir, šećerna repa, uljana repica, suncokret, duhan i voće. U ravnici uz Dunav razvijen je i uzgoj povrća dok je na južnim padinama Malih Karpata razvijeno vinogradarstvo.
Uzgoj goveda, svinja i peradi značajan je u nizinskom području na jugu zemlje dok se ovčarstvom i govedarstvom bave ljudi na brdovitim predjelima zemlje.

### Turizam
Loša turistička ali i prometna infrastruktura još uvijek ne dopušta veći razvoj turizma, iako je on u posljednjem desetljeću zabilježio zapaženiji porast. Najrazvijeniji su zimski turizam i planinarenje (Visoke i Niske Tatre).
Veliku posjetu ostvaruju i prijestolnica Bratislava te više od 20 mineralnih i termalnih izvora i lječilišta (Piešťany, Trenčianske Teplice, Sliač i dr.).

## Međunarodni odnosi
Prema podacima iz 2015. godine, izvoz zemlje je iznosio 74,06 milijardi dolara a glavni slovački izvozni partneri su Njemačka, Češka, Poljska, Mađarska, Austrija i Velika Britanija koji čine gotovo 2/3 slovačkog izvoza.
S druge strane, Slovačka je 2015. uvezla robe u vrijenosti 70,82 milijardi USD čime je ostvaren trgovinski suficit. Više od polovice ukupnog uvoza ostvareno je s Njemačkom, Češkom, Austrijom i Rusijom.

## Vanjske poveznice
- Slovačka Proleksis enciklopedija
- Slovačka Hrvatska enciklopedija